# Elak Dase 192A
Elak Dase 192A är ett reservat i Kanada.   Det ligger i provinsen Saskatchewan, i den centrala delen av landet, 2 500 km väster om huvudstaden Ottawa. Elak Dase 192A ligger vid sjön Knee Lake.
I omgivningarna runt Elak Dase 192A växer i huvudsak barrskog. Trakten runt Elak Dase 192A är nära nog obefolkad, med mindre än två invånare per kvadratkilometer.